# Riu Bega
El riu Bega és un riu de 254 km de llargària de Romania i Sèrbia. Neix a les muntanyes Poaiana Ruscă (Carpats), a Romania, i desemboca al Tisza prop de Titel (Voivodina, Sèrbia). La seva conca de drenatge ocupa una superfície de 4.458 km², dels quals 2.362 km² a Romania.